# Storm Reid

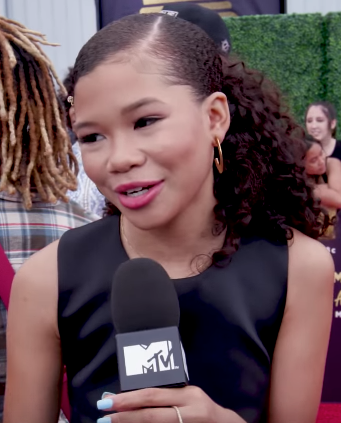
Storm Reid (2018)

Storm Reid (ur. 1 lipca 2003) – amerykańska aktorka, wystąpiła m.in. w filmach Legion samobójców: The Suicide Squad, Niewidzialny człowiek, Pułapka czasu i Zniewolony.

## Filmografia

### Filmy
| Rok  | Tytuł                                 | Rola            | Uwagi     |
| ---- | ------------------------------------- | --------------- | --------- |
| 2013 | Zniewolony                            | Emily           |           |
| 2015 | The Summoning                         | Kendra          |           |
| 2016 | Sleight                               | Tina            |           |
| 2016 | American Girl: Lea To The Rescue      | Aki             |           |
| 2016 | Santa's Boot Camp                     | Sparkle         |           |
| 2017 | A Happening of Monumental Proportions | Patricia        |           |
| 2018 | Pułapka czasu                         | Meg Murry       |           |
| 2019 | Don't Let Go                          | Ashley Radcliff |           |
| 2020 | Niewidzialny człowiek                 | Sydney Lanier   |           |
| 2021 | Legion samobójców: The Suicide Squad  | Tyla DuBois     |           |
| 2022 | One Way                               | Rachel          |           |
| 2023 | Missing                               | June            |           |
| 2023 | Zakonnica II                          | siostra Debra   |           |
|      | Killing Winston Jones                 | Abigail         | ukończony |

### Telewizja
| Rok        | Tytuł                      | Rola             | Uwagi   |
| ---------- | -------------------------- | ---------------- | ------- |
| 2012       | A Cross to Bear            | mała Erica       | film TV |
| 2013       | Grzmotomocni               | Avery            | 1 odc.  |
| 2013       | Adam DeVine's House Party  | Lady Trooper #3  | 2 odc.  |
| 2013       | Twang                      | Annie Montgomery | film TV |
| 2014       | Agenci NCIS: Los Angeles   | Riley Peyton     | 1 odc.  |
| 2014       | Nicky, Ricky, Dicky i Dawn | Scarlett         | 1 odc.  |
| 2015       | White Water                | Cassandra        | film TV |
| 2015       | Chicago PD                 | Denise           | 1 odc.  |
| 2019       | Jak nas widzą              | Lisa             | 2 odc.  |
| 2019       | The Bravest Knight         | Nia (głos)       | 13 odc. |
| 2019, 2022 | Euforia                    | Gia              | 13 odc. |
| 2023       | The Last of Us             | Riley Abel       | 1 odc.  |